# Maximilian Nohl

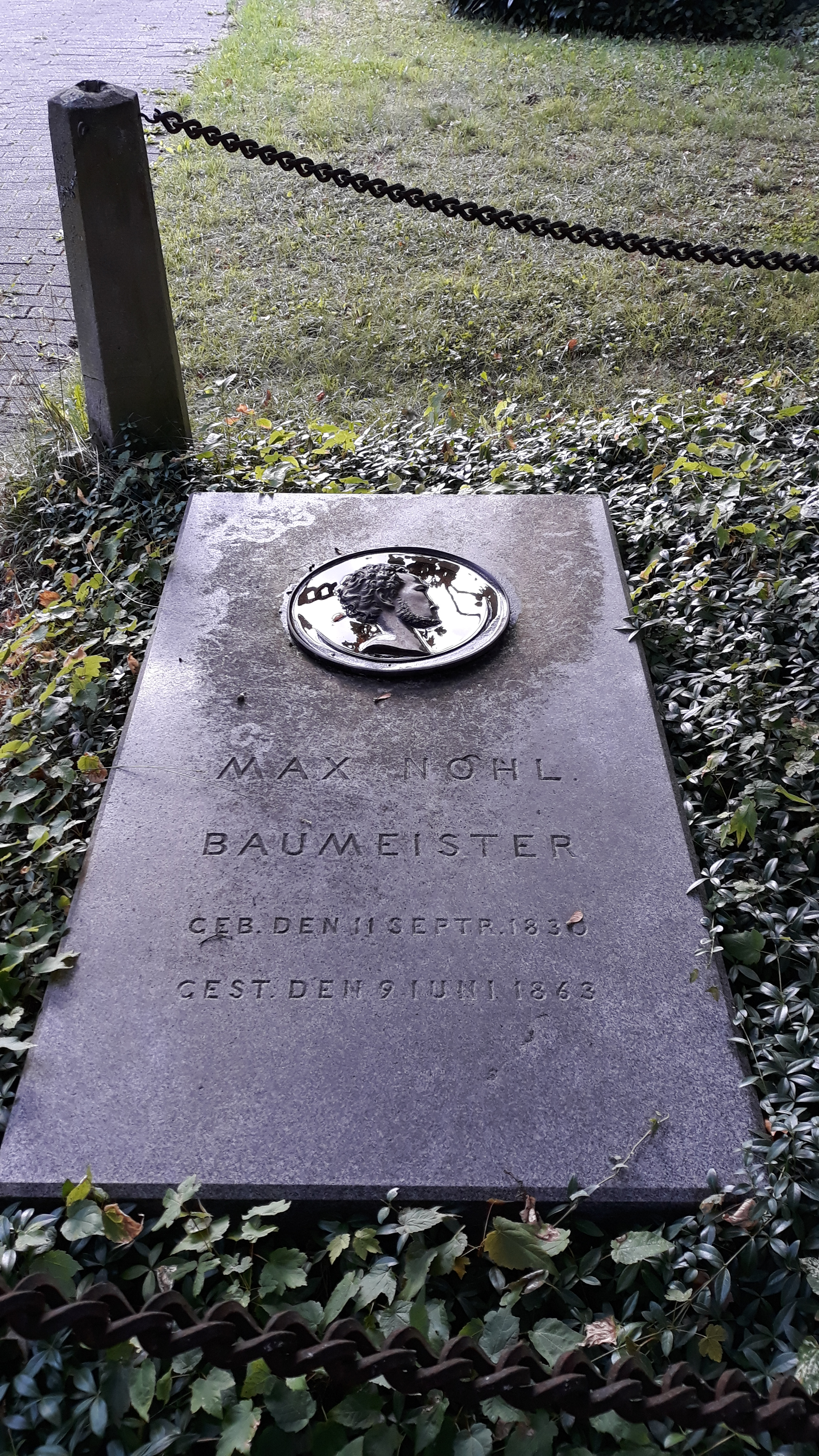
Grab von Maximilian Nohl auf dem Hauptfriedhof Iserlohn

Maximilian August Nohl (* 11. September 1830 in Iserlohn; † 9. Juni 1863 in Köln) war ein deutscher Architekt.

## Leben
Max Nohl war das fünfte von 18 Kindern des Iserlohner Justizrates Franz Ludwig Nohl und Bruder des Musikschriftstellers Ludwig Nohl.
Nach dem Besuch des Gymnasiums in Duisburg in den Jahren 1845 bis 1848 absolvierte er eine einjährige Feldmesserausbildung, ebenfalls in Duisburg. Im Anschluss daran war er von 1849 bis 1850 im Eisenbahnbau als Geometer tätig.
Während des Studiums an der Berliner Bauakademie, das von 1850 bis 1853 dauerte, legte er im Jahr 1852 das erste Staatsexamen ab. Nach dem Studium war Max Nohl 1853 als Bauführer in Bonn tätig. Es folgten zwei Jahre mit Entwurfstätigkeiten in den Architekturbüros William Lindley in Hamburg und Rudolf Gottgetreu in München. Anschließend war er als Bauführer in Naumburg und Halle an der Saale tätig, bevor er 1856/1857 sein Studium an der Bauakademie fortsetzte und 1857 die Prüfung als Landbaumeister ablegte.
Es folgten Studienreisen nach Belgien, Frankreich und Italien. In Rom weilte er von November 1858 bis August 1859. Im April 1859 beteiligte er sich dort an einer Ausstellung des Deutschen Künstlervereins. Auf seinen Reisen entstanden viele Handzeichnungen mit Bleistift auf Papier oder Karton als Reiseskizzen.
Nohl ließ sich als freier Architekt in Köln nieder, ab 1861 war er bis zu seinem Tod im Jahr 1863 in Mülheim an der Ruhr tätig.
Das erhaltene Grabrelief (Original im Museum) ist eine Arbeit des befreundeten Bildhauers Gustav Willgohs.

## Werk

### Bauten und Entwürfe
- 1858–1859: Höhere Bürgerschule / Realgymnasium (heute Sonderschule) in (Duisburg-)Ruhrort (erhalten)
Ziegelbau mit neogotischen Treppengiebeln an allen vier Seiten des Gebäudes und großen Spitzbogenfenstern mit gusseisernem Maßwerk[4][5][6]
- 1860: drei Wettbewerbsentwürfe für das neue Berliner Rathaus (später gen. Rotes Rathaus)[7]

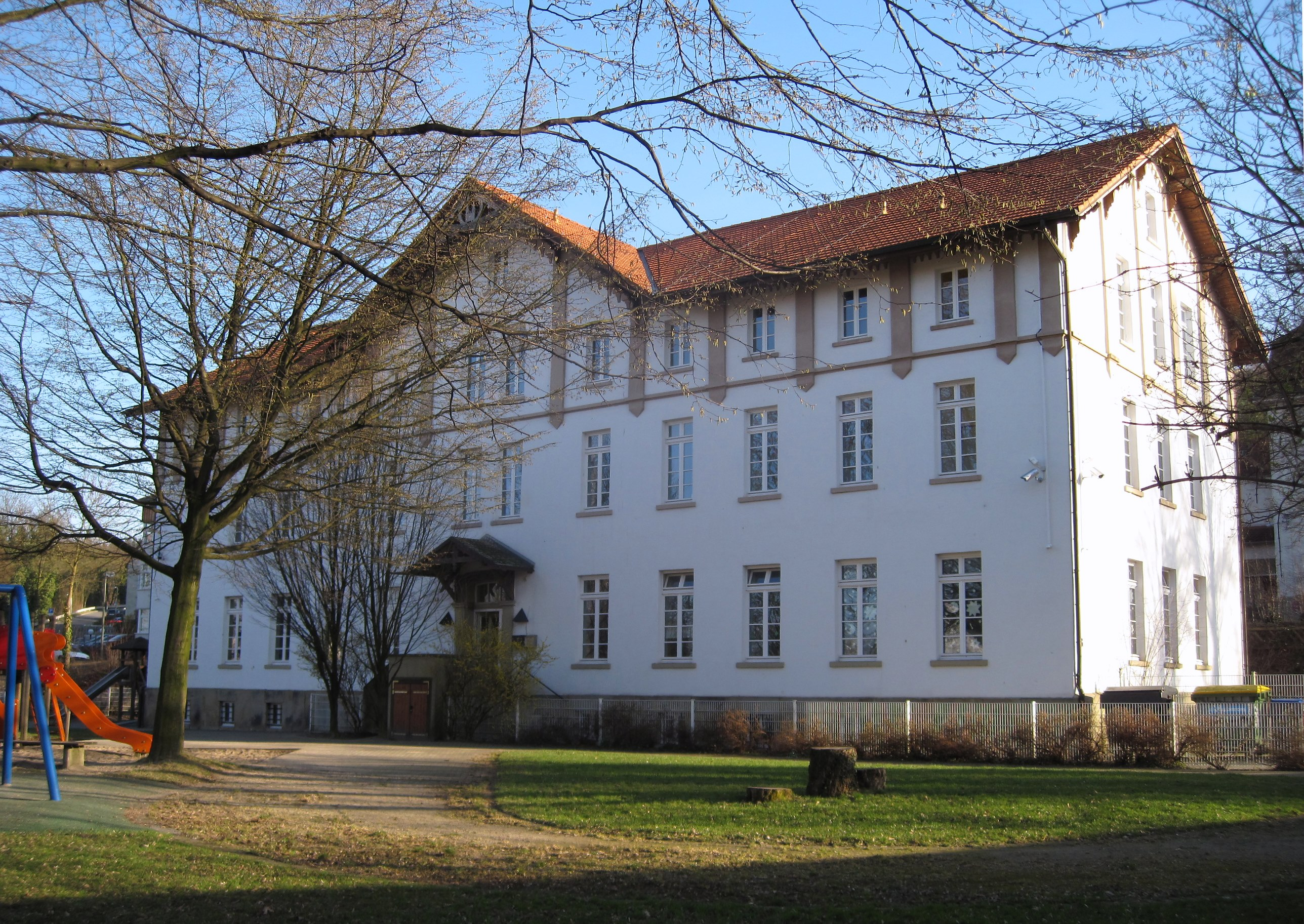
Waisenhaus Iserlohn

- 1860 begonnen: Erweiterungsbauten des Waisenhauses in Iserlohn (erhalten)
Die Erweiterung des bereits 1774 errichteten Schul- und Fabrikenhauses für Iserlohner Waisenkinder bestand aus einer Aufstockung und einem Anbau nach Westen, im Obergeschoss werden die Fassaden durch Lisenen, Stockwerk-, Sohlbank- und Traufgesimse gegliedert. Das Gebäude steht seit 1986 unter Denkmalschutz.[8]
- um 1862: Decken- und Dachkonstruktion in Gusseisen für die Berliner Hauptsynagoge (teilweise erhalten)
Die Synagoge wurde nach Entwürfen von Eduard Knoblauch von Friedrich August Stüler ausgeführt. Nohl konzipierte die Decken- und Dachkonstruktion einschließlich des Tragwerks der Kuppel und wirkte an der Ausführung mit.[9]
- 1862–1867: Westfälische Provinzial-Irrenanstalt in Lengerich (erhalten)
Die schlossartige Gebäudeanlage besteht aus sechs Einzelbauten. Nach Nohls Tod wurde die Bauleitung durch den Baumeister Dittmar übernommen.[10]
- 1862–1863: Schützenhalle „Alexanderhöhe“ in Iserlohn (nicht erhalten)
Im Auftrag des Iserlohner Bürger-Schützenvereins errichtete Nohl innerhalb eines Jahres die „Große Halle“ auf der Alexanderhöhe mit einem Fassungsvermögen von 4.000 Personen, die bis zur Jahrhundertwende zu den größten Hallen des Sauerlandes zählte.[11]
- 1863–1864: evangelische Christuskirche in Oberhausen (teilweise erhalten, verändert wieder aufgebaut)
Der Bau der Kirche wurde nach Plänen Nohls durch den Architekten und Essener Kreisbaumeister August Kind vollendet, da Nohl kurz nach der am 28. Mai 1863 erfolgten Grundsteinlegung verstarb.[12]
- 1863/64:  Wintergarten (sogenannter „Glaspalast“) der Kölner Flora (teilweise erhalten, bis 2014 im Umriss angenähert wieder aufgebaut)
Der 18 Meter hohe Bau aus Gusseisen und Glas mit den Grundmaßen 57 Meter × 22,5 Meter wurde 1862 von Nohl nach dem Vorbild des Londoner Crystal Palace und des Pariser Jardin d’hiver entworfen (Ansicht ehem. im Architekturmuseum der TU Berlin) und in abgeänderter Form ausgeführt.[13][14]
- 1864–1866: evangelische Friedenskirche in (Mönchengladbach-) Rheydt (teilweise erhalten, zu Wohnzwecken umgenutzt)
Die Entwürfe Nohls mit Elementen der Neogotik und der Neorenaissance wurden leicht abgeändert und durch Ewald Landmann ausgeführt.[15]

### Schriften
- Wilhelm Lübke (Hrsg.), Maximilian Nohl: Tagebuch einer italienischen Reise. Stuttgart 1877.